# Cosmos 307
Cosmos 307 (en cirílico, Космос 307) fue un satélite artificial militar soviético perteneciente a la clase de satélites DS (de tipo DS-P1-Yu) y lanzado el 24 de octubre de 1969 mediante un cohete Kosmos-2I desde el cosmódromo de Plesetsk.

## Objetivos
Cosmos 307 fue parte de un sistema de satélites utilizados como objetivos de prueba para el sistema de radares antibalísticos soviéticos. Los satélites del tipo DS-P1-Yu fueron desarrollados por V. M. Kovtunenko en la OKB-586 y fueron utilizados hasta 1978, con un total de 78 lanzamientos.
El propósito declarado por la Unión Soviética ante la Organización de las Naciones Unidas en el momento del lanzamiento era realizar "investigaciones de la atmósfera superior y el espacio exterior".

## Características
El satélite tenía una masa de 250 kg y fue inyectado inicialmente en una órbita con un perigeo de 220 km y un apogeo de 2178 km, con una inclinación orbital de 48,4 grados y un periodo de 109,2 minutos.
Cosmos 307 reentró en la atmósfera el 30 de diciembre de 1970.

## Resultados científicos
El seguimiento del decaimiento orbital del cohete portador de Cosmos 307 fue utilizado para el estudio de la densidad de la atmósfera superior y para verificar los modelos de frenado atmosférico.